# Андрес Иниеста
Андрес Иниеста Лухан (на испански: Andrés Iniesta Luján) е бивш испански футболист, който е играл като полузащитник. Играл е за Барселона, както и за испанския национален отбор. 
Роден е на 11 май 1984 година в селцето Фуентеалбия, провинция Албасете, Испания. С екипа на ФК Барселона Иниеста е печелил 9 пъти Примера Дивисион, 7 пъти Суперкупата на Испания, 6 пъти Купата на краля, 4 пъти Шампионската лига, по 3 пъти Суперкупата на Европа и Световното клубно първенство и е капитан на отбора от 2015 г. до 2018 г. Печелил е Европейското първенство през 2008 и 2012 г. и Световното първенство през 2010 г. с испанския национален отбор. Изиграл е 131 мача, в които е отбелязал 13 гола като национал. Смятан е за един от най-добрите полузащитници за своето поколение.

## Клубна кариера
Напуска селцето си където е тренирал футбол едва 8-годишен и се мести в Албасете. Именно в юношеската школа на едноименния местен тим Иниеста се оформя като футболист. Големите отбори бързо забелязват таланта на младока, който е избран за най-добър играч на детското първенство в Испания. Барселона веднага го взима в юношеския си състав когато е 12-годишен. При каталунците Андрес доразвива таланта си и преминава през всички формации на клуба.
На 29 октомври 2002 година Луис ван Гаал дава шанс на младока (тогава е на 18 години) и той прави своя дебют за първия отбор в мач от Шампионската лига срещу белгийския Брюж.
През сезон 2004 – 2005 Иниеста е неизменен титуляр и взима участие в 37 от 38 мача в Примера Дивисион, най-много от всички състезатели на Барселона.
Със Самюъл Ето'о и Роналдиньо сформират нападателно трио на Барса.
През сезон 2005 – 2006 поради контузията на Шави, той е твърд титуляр за отбора.
Приносът му към отбора и талантът му е оценен и от новия треньор Франк Рийкард.
На 22 август 2006 г. Иниеста вдига трофея Хуан Гампер. Той е и капитан на отбора за турнира, а на финала Барселона побеждава Байерн Мюнхен с 4:0.
На 19 юли 2008 г. Реал Мадрид отправя оферта към играча, но каталунците действат светкавично и му предлагат нов договор. Иниеста преподписва и настоящият му договор с Барселона е до месец юни 2014 г. Финансовите условия в него не са споменати, но според медиите на Иберийския полуостров Иниеста ще получава заплата от 5 милиона евро годишно.
Клаузата за освобождаването му от Барселона е нараснала близо два пъти и половина и вече е 150 милиона евро.
На 24 септември 2008 г., Андрес Иниеста е избран като един от новите капитани на Барселона, след като бившия заместник-капитан Роналдиньо напуска в посока Милан.
Всичките други капитани също са от школата на Барселона. Това са Карлес Пуйол, Шави и Виктор Валдес. На 6 май 2009 г. в допълнителното време от полуфинала на Шампионската лига срещу Челси на Стамфорд Бридж, отбелязва изравнителното попадение за 1:1, с което класира Барселона на финала в най-комерсиалния футболен турнир.
На 23 декември 2013 г., Иниеста подновява своят договор с клуба до 2018 година.
През сезон 2014 – 2015 Иниеста печели требъл с Барса. След напускането на Шави през лятото на 2015 г. е първи капитан на отбора. 
Андрес Иниеста подписва договор с Висел Кобе през 2018 година. 
След 5 прекарани години в японския клуб и изиграни над 130 двубоя, Иниеста напуска отбора.

## Национален отбор
Иниеста прави дебют на международна сцена през 2001 г., помагайки за победата на Испания на Европейското първенство за юноши до 16-годишна възраст., и е в отбора на следващата година при спечелването на Европейско първенство по футбол за юноши до 19 г. През 2003 г. също е част от Испанския нац.отбор на Световното първенство за младежи до 20 г., проведено в ОАЕ, където Ла Фурия губи финала от Бразилия с 1:0. Попада в идеалния отбор на ФИФА за турнира.
Иниеста получава първата си повиквателна за мъжкия национален състав за приятелската среща с Русия на 27 май 2006.
Част е от Националния отбор на Испания за Световното първенство през 2006 г..
Вкарва първия си гол за Испания на 7 февруари 2007 г. в приятелска срещу Англия.
Попада сред 23-мата в отбора на Испания за Евро 2008 в Австрия и Швейцария.
Играе в първите срещи на Испания в груповата фаза и се оказа важна част от екипа на бъдещите шампиони, като вкарва втория гол за победата над Русия.
Участва и в мача срещу Гърция в който Ла Фурия печели с 2:1 след фантастичното воле на Рубен де ла Ред и гола на Дани Гуиса. Следва победа след продължения и изпълнение на дузпи над Италия на 1/4 финала. В полуфинала срещу Русия е обявен за играч на мача. Играе и на финала за победата с 1:0 над Германия. Той е единственият испански играч, който играе във всички мачове от началото на шампионата. Попада в идеалния отбор на УЕФА за турнира.
На Световното първенство в ЮАР през 2010 г. Иниеста вкарва 2 гола. Първият за победата срещу Чили с 2:1, а втория в 116-ата минута на финала срещу Холандия. Този гол носи на Испания първа световна титла в историята.

## Личен живот
Майката на Андрес работи като камериерка в хотел Rambla, а баща му е пенсиониран юрист.
Негов братовчед на име Хавиер Гастон Алберто, който е на 14 години, играе като нападател за
младежките формации на Барселона, а специалистите му предричат бляскаво бъдеще.

## Статистика

### Клубна кариера
Информацията е актуална към 20 май 2018 г.
| Клуб               | Сезон              | Шампионат | Шампионат | Купа на Испания | Купа на Испания | Европейски турнири1 | Европейски турнири1 | Други турнири2 | Други турнири2 | Общо   | Общо   |
| Клуб               | Сезон              | Мачове    | Голове    | Мачове          | Голове          | Мачове              | Голове              | Мачове         | Голове         | Мачове | Голове |
| ------------------ | ------------------ | --------- | --------- | --------------- | --------------- | ------------------- | ------------------- | -------------- | -------------- | ------ | ------ |
| Барселона Б        | 2000 – 01          | 10        | 0         | –               | –               | –                   | –                   | –              | –              | 10     | 0      |
| Барселона Б        | 2001 – 02          | 30        | 2         | –               | –               | –                   | –                   | –              | –              | 30     | 2      |
| Барселона Б        | 2002 – 03          | 14        | 3         | –               | –               | –                   | –                   | –              | –              | 14     | 3      |
| Барселона Б        | Общо               | 54        | 5         | –               | –               | –                   | –                   | –              | –              | 54     | 5      |
| Барселона          | 2002 – 03          | 6         | 0         | 0               | 0               | 3                   | 0                   | –              | –              | 9      | 0      |
| Барселона          | 2003 – 04          | 11        | 1         | 3               | 1               | 3                   | 0                   | –              | –              | 17     | 2      |
| Барселона          | 2004 – 05          | 37        | 2         | 1               | 0               | 8                   | 0                   | –              | –              | 46     | 2      |
| Барселона          | 2005 – 06          | 33        | 0         | 4               | 0               | 11                  | 1                   | 1              | 0              | 49     | 1      |
| Барселона          | 2006 – 07          | 37        | 6         | 6               | 1               | 8                   | 2                   | 5              | 0              | 56     | 9      |
| Барселона          | 2007 – 08          | 31        | 3         | 7               | 0               | 11                  | 1                   | –              | –              | 49     | 4      |
| Барселона          | 2008 – 09          | 26        | 4         | 6               | 0               | 11                  | 1                   | –              | –              | 43     | 5      |
| Барселона          | 2009 – 10          | 29        | 1         | 3               | 0               | 9                   | 0                   | 1              | 0              | 42     | 1      |
| Барселона          | 2010 – 11          | 34        | 8         | 5               | 0               | 10                  | 1                   | 1              | 0              | 50     | 9      |
| Барселона          | 2011 – 12          | 27        | 2         | 6               | 2               | 8                   | 3                   | 5              | 1              | 46     | 8      |
| Барселона          | 2012 – 13          | 31        | 3         | 5               | 2               | 10                  | 1                   | 2              | 0              | 48     | 6      |
| Барселона          | 2013 – 14          | 35        | 3         | 6               | 0               | 9                   | 0                   | 2              | 0              | 52     | 3      |
| Барселона          | 2014 – 15          | 24        | 0         | 7               | 3               | 11                  | 0                   | 0              | 0              | 42     | 3      |
| Барселона          | 2015 – 16          | 28        | 1         | 4               | 0               | 7                   | 0                   | 5              | 0              | 44     | 1      |
| Барселона          | 2016 – 17          | 23        | 0         | 5               | 0               | 8                   | 1                   | 1              | 0              | 37     | 1      |
| Барселона          | 2017 – 18          | 30        | 1         | 5               | 1               | 8                   | 0                   | 1              | 0              | 44     | 2      |
| Барселона          | Общо               | 442       | 35        | 73              | 10              | 135                 | 11                  | 24             | 1              | 674    | 57     |
| Общо за кариерата3 | Общо за кариерата3 | 442       | 35        | 73              | 10              | 135                 | 11                  | 24             | 1              | 674    | 57     |

1Европейските турнири включват Шампионска лига и Лига Европа

2Други турнири включват Суперкупа на Испания, Суперкупа на Европа и Световно клубно първенство

3Не включва мачовете, изиграни за дублиращите отбори на Барселона

### Национален отбор
| Испания | Испания | Испания |
| Година  | Мачове  | Голове  |
| ------- | ------- | ------- |
| 2006    | 8       | 0       |
| 2007    | 12      | 4       |
| 2008    | 14      | 1       |
| 2009    | 5       | 0       |
| 2010    | 15      | 3       |
| 2011    | 9       | 1       |
| 2012    | 14      | 1       |
| 2013    | 17      | 0       |
| 2014    | 8       | 1       |
| 2015    | 5       | 1       |
| 2016    | 8       | 0       |
| 2017    | 8       | 1       |
| 2018    | 8       | 0       |
| Общо    | 131     | 13      |

## Успехи

### Барселона
- Шампионска лига – 4 (2006, 2009, 2011, 2015)
- Суперкупа на Европа – 3 (2009, 2011, 2015)
- Световно клубно първенство – 3 (2009, 2011, 2015)
- Примера Дивисион – 9 (2005, 2006, 2009, 2010, 2011, 2013, 2015, 2016, 2018)
- Купа на Kраля – 6 (2009, 2012, 2015, 2016, 2017, 2018)
- Суперкупа на Испания – 7 (2005, 2006, 2009, 2010, 2011, 2013, 2016)

### Висел (Кобе)
- Джей лига (1): 2023
- Купа на императора (1): 2019
- Суперкупа на Япония (1): 2020

### Испания
- Световно първенство – 1 (2010)
- Европейско първенство – 2 (2008, 2012)

### Индивидуални
- Златната топка – второ място (2010), трето място (2012) и четвърто място (2011)
- Идеален отбор на годината на ФИФА – 5 (2009, 2010, 2011, 2012, 2015)
- Идеален отбор на годината на УЕФА – 5 (2009, 2010, 2011, 2012, 2015)
- Най-добър футболист на Европейското първенство (2012)
- Плеймейкър на годината според IFFHS – 1 (2012)
- Най-добър испански футболист на Ла лига – 1 (2009)
- Атакуващ полузащитник на годината в Ла лига – 2 (2009, 2011, 2012)
- Идеален отбор на Световното първенство – 1 (2010)
- Играч на мача на финала на Световното първенство – 1 (2010)
- Идеален отбор на Европейското първенство – 2 (2008, 2012)
- Играч на мача на финала на Европейското първенство – 1 (2012)
- Играч на мача на финала на Шампионска лига – 1 (2015)
- Носител на „Сребърната топка“ на Купата на Конфедерациите – 1 (2013)
- Бронзов онз – 1 (2009)
- Златен крак – 1 (2014)